# Киселёв, Николай Фёдорович (спортсмен)
Никола́й Фёдорович Киселёв (род. 25 октября 1939 года, Ленинград, РСФСР, СССР — 2005 года, пос. Токсово, Ленинградская область, Россия) — советский двоеборец. Обладатель лучшего результата в истории отечественного лыжного двоеборья — серебряный призёр IX зимних Олимпийских игр в Инсбруке (1964) в дисциплине лыжное двоеборье. Заслуженный мастер спорта СССР.
Второе место на Зимних Олимпийских играх 1964 Киселёва «стало большой неожиданностью, потому что до той поры считалось, что на трамплине никто не может соперничать с норвежцами». Был подопечным Л. А. Фёдорова.
Тренировался на Кавголовском трамплине под руководством Леонида Алексеевича Баранова, в последние годы жизни проживал в посёлке Токсово.

## Ход соревнований на ЗОИ-1964 в дисциплине лыжное двоеборье
После первого дня, прыжках с трамплина, ленинградец Николай Киселёв вышел на третье место. Норвежец Тормод Кнутсен второй по сумме баллов, первый — немец Тома, олимпийский чемпион Скво-Вэлли, прозванный «летающий почтальон».
На второй день — 15-километровая гонка. Тома закончил её десятым. 24-летний электромеханик Николай Киселёв, прозванный финским журналистом «ленинградской кометой», поднялся на второе место. Чемпионом стал норвежский клерк Тормод Кнутсен.